# Râul Ciudion
Râul Ciudion este un curs de apă, afluent al Pârâului Satului. 